# 安宅信康
安宅 信康（あたぎ のぶやす）は、戦国時代から安土桃山時代にかけての武将。淡路国洲本・由良城主。系図などでは甚太郎信康と伝わるが、一次史料で確認できる諱は康一文字で、仮名は神太郎である。

## 略歴
三好長慶の弟・安宅冬康の嫡男として生まれる。永禄6年（1564年）に父が長慶に殺されたため、家督を継いで淡路水軍を率いることとなる。
永禄11年（1568年）に足利義昭と織田信長が上洛を開始すると、三好三人衆と阿波三好家はそれに対抗したが、永禄12年（1569年）9月、神太郎は堺南庄を与えられて、義昭・信長方に服属した。11月には、三人衆・阿波三好家から3,000の兵が淡路に差し向けられた。永禄13年（1570年）2月、神太郎は三好義継と松永久秀の援軍を受け、三人衆・阿波三好家方を淡路で破った。
元亀2年（1571年）5月、松永久秀・久通父子が義昭方である畠山氏の城・交野城を攻め、それを機に松永氏と三好義継は足利義昭から離反した。翌元亀3年（1572年）4月、義継と久秀は再び交野城を攻めているが、この時、義継は安宅氏の重臣・安宅監物丞に援軍を求めた。また同月、義継は安宅神五郎に援軍派遣への謝意を伝えている。神五郎は阿波三好家当主・三好長治の実弟であり、織田方に付いた神太郎に対し、反織田方として安宅氏に送り込まれたものとみられる。
神太郎は元亀3年（1572年）11月時点で健在であることが分かるが、これ以後、神五郎が安宅氏の当主として活動している。神太郎はこの頃死去したとも考えられるが、後年、石田三成の下で九州の島津氏や相良氏との交渉に携わった安宅秀安について、父が安宅冬康、本国が阿波とされることから、神太郎と同一人物またはその弟であるとみられている。